# Streber (Fisch)
Der Streber (Zingel streber) ist eine Fischart aus der Familie der Echten Barsche (Percidae). Er kommt im Donau- und Vardargebiet in schnell fließenden Flussbereichen vor.

## Merkmale
Streber sind schlanke Fische, die den für die Spindelbarsche gattungstypischen langgestreckten, drehrund-spindelförmigen Körper mit dünnem Schwanzstiel aufweisen. Ihre Länge liegt gewöhnlich bei 12 bis 18 Zentimetern, selten werden bis zu 22 Zentimeter erreicht. Der Rumpf ist gelb- bis lehmbraun mit breiten, unregelmäßig geformten, dunkelbraunen Querbinden und hellem Bauch. Die Augen sind nach oben gerichtet, das Maul ist unterständig und mit zahlreichen Bürstenzähnen besetzt. Die Schuppen liegen fest am Körper an, entlang des Seitenlinienorgans liegen 70 bis 81 kleine Kammschuppen. Die Flossen sind gelblich und ohne Zeichnung. Die erste Rückenflosse weist acht oder neun Hartstrahlen auf und ist durch eine deutliche Lücke von der zweiten Rückenflosse mit einem Hartstrahl und 12 oder 13 Weichstrahlen getrennt. Die Brustflossen weisen keine Hart- und 14 Weichstrahlen auf, die großen Bauchflossen einen Hartstrahl und sechs Weichstrahlen. Die Afterflosse hat 11 bis 13, die Schwanzflosse 17 Weichstrahlen. Die Schwimmblase ist vollständig zurückgebildet.
Zur Laichzeit sind die Tiere auffällig messingfarben und die Weibchen wirken sehr kräftig gebaut.

## Lebensweise
Streber leben in kleinen Gruppen. Sie sind nachtaktive Bewohner des Bodenbereichs schnell strömender Gewässer, die sich tagsüber in Geröll oder selbst gebauten Gruben verstecken. Die aus kleinen Krebstieren, Würmern und Insektenlarven bestehende Nahrung wird nachts ruckartig über dem Grund schwimmend und häufig mit den Brust- und Bauchflossen springend aufgespürt. Die Augen können dabei unabhängig voneinander bewegt werden und der Kopf etwas seitlich abgewinkelt.
Die Laichzeit liegt im März und April. Die etwa 2 Millimeter großen, klebrigen Eier werden in die Lücken von Kiesbänken abgelegt.
Sie können ein Alter von fünf oder mehr Jahren erreichen.

## Bestand
Der Streber ist im gesamten Verbreitungsgebiet selten. Sein Lebensraum ist durch Verschmutzung, bestehende Querbauwerke (Wehre), sowie Neubauten dieser  bedroht, da er auf saubere, schnell strömende Gewässer angewiesen ist. In der Berner Konvention ist die Art in Anhang III gelistet, in der Roten Liste der IUCN wird die Art als nicht bedroht geführt.